# Estação Shot Tower/Market Place

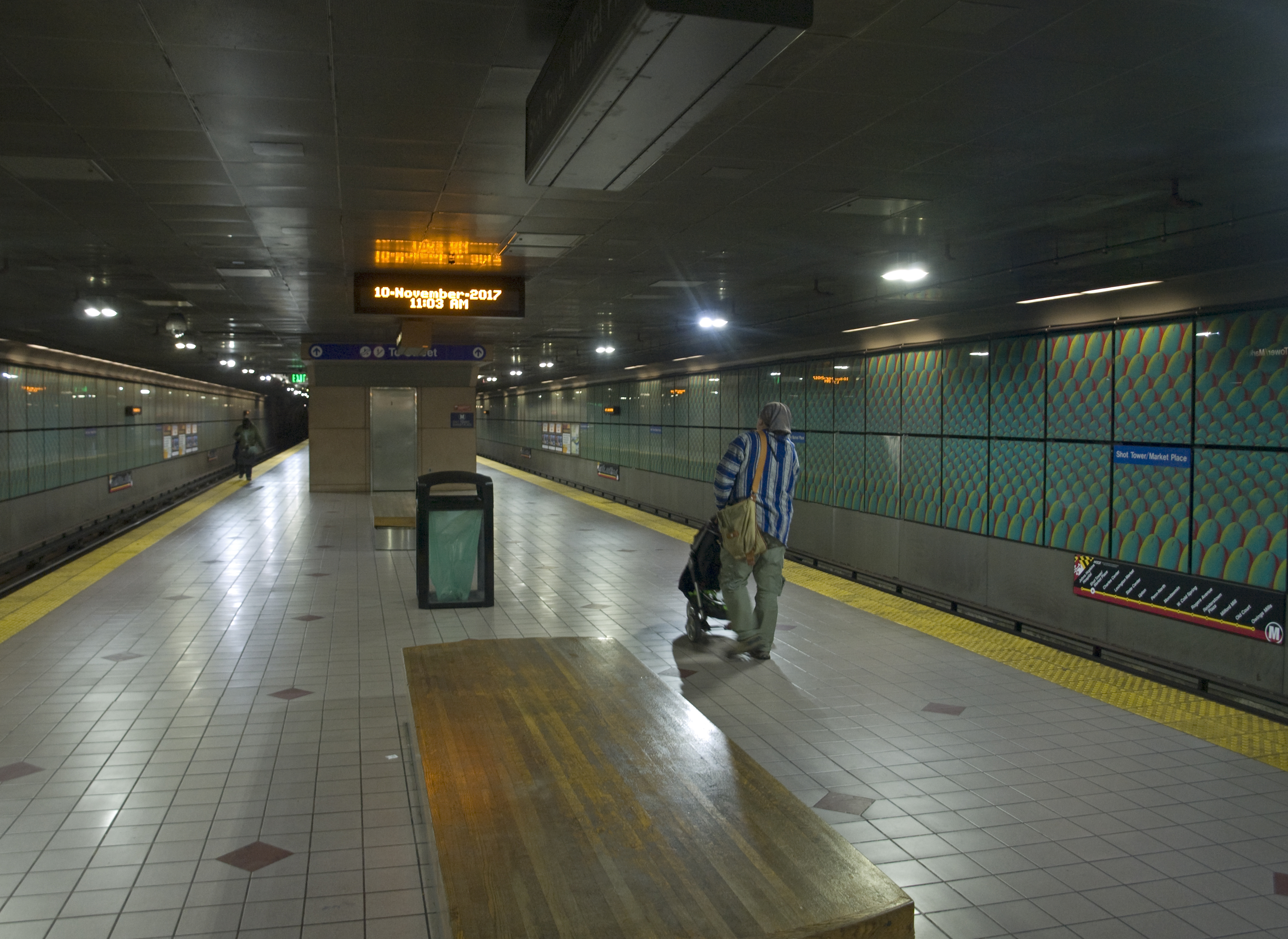
Estação

Shot Tower/Market Place é uma estação metroviária da linha unica do Metrô de Baltimore (linha verde). 
A estação foi inaugurada em 1995. 

## Ligação externa
- The MTA's Metro Subway page